# WaKeeney, Kansas
WaKeeney là một thành phố thuộc quận Trego, tiểu bang Kansas, Hoa Kỳ. Năm 2010, dân số của xã này là 1862 người.

## Dân số
Dân số các năm:
- Năm 2000: 1924 người
- Năm 2010: 1862 người